# 段氏住宅
段氏住宅，又称段家祠堂，原址位于安徽省合肥市庐阳区淮河路瑞园，是段祺瑞同族段芝贵的住宅与祠堂，建于民国初年。1985年列入合肥市第一批文物保护单位。1991年为扩建司法厅宿舍，拆除后计划异地重建，然搁置，现建筑构件存于安徽警官学院。原址剩余部分建设为街头公园瑞园。